# 中島浩二
中島 浩二（なかじま こうじ、1965年12月1日 - ）は、福岡県を中心に活動している日本のローカルタレント、ディスクジョッキー。

## 来歴・人物
- 兵庫県尼崎市生まれ、福岡県大牟田市育ち。西南学院大学卒業。通称・ナカジー、ボーダー柄大好きおじさん。
- 「1965年12月1日（22時頃）、3200gで元気に誕生。血液型・A型。割と几帳面」と中島は述べている。また、定期的に同じ話題を話す癖がある。
- 父親の実家がある大牟田へ小学3年の時に転入。私立大牟田高等学校において、村上隆行と同級。
- 西南学院大学においてディスクジョッキー研究会に所属し、当時からKBC九州朝日放送に出入りしていた。卒業後はOA機器「リコー」に就職したが半年後に退職。大学の先輩で、元PAO〜Nスタッフ「お茶くみせっちゃん｣こと、瀬筒義久が立ち上げた番組制作会社「サンケン」に入社した。
- KBCラジオの夜の若者向け夜ワイド番組『PAO〜N ぼくらラジオ異星人』の番組スタッフとして活動。そのキャラクターと実力を買われ、PAO～N終了後の夜ワイド番組のパーソナリティに抜擢、1990年4月から1996年3月に放送された『3P』で、10代～30代の若いリスナーの支持を獲得する。同時にディレクターとして、KBCテレビの新規深夜番組『ドォーモ』にスタッフとして参加。その実力が評価され、リポーターに抜擢。第1回放送のオープニングに流れる曲の再生ボタンは中島によって押された。1999年より、ドォーモの二代目メイン司会を担当した。
- 大のサッカー好き。『ドォーモ』の出演時にFCバルセロナのユニフォームを着ることがある。KBCのHP内のアビスパ福岡コーナーブログ担当をしている。
- 博多祇園山笠では、西流に参加している。また、KBCの山笠中継では、追い山のスタート地点からリポートを担当したことが、数回ある。2008年の追い山では、念願の台上がりを務めた。
- 2015年11月16日、大牟田市の「大牟田市制100周年広報大使」に任命された。
- 2020年5月3日より自身のYouTubeチャンネル「中島浩二チャンネル」を開設した。
- 2021年1月9日、博多警察署の「博多警察署広報大使」に任命された。

## 現在の出演番組
- モーニングジャム（FM FUKUOKA）[1]
- ぐっ! ジョブ - 九州ゲンキ主義経済（TVQ）[2]
- 生放送てんじんNOW!（テレビ西日本 土曜日 12:00 - 13:00[3]）- MC [4]

### CM
- 家庭教師福岡の日本学術講師会（2009年8月 - ）
- AOKI（2008年5月 - ）
- 永谷園：JFN系列ラジオCM「博多屋台風焼きラーメン」
- ザ・インプラントクリニック福岡

## 過去の出演番組
- ドォーモ（KBCテレビ）
  - 番組開始当初はリポーターのみ。1999年4月よりMCとなったが、リニューアルに伴い2013年1月よりMCは「木曜ドォーモ」のみで、2019年3月の改編で降板。
- 中島プロデュース（KBCラジオ 火曜 19:00～22:00）2014年9月30日 - 2015年3月24日
- 突飛ingTV（FBS福岡放送 日曜 12:00～13:00）1990年10月 - 1991年3月
- ナイトスロープ3P → 中島浩二アワー THE3P（KBCラジオ 月曜～金曜 21:00～24:30）1990年4月 - 1996年3月
- BINGO! No.5（fm fukuoka 月曜・火曜 12:00～17:00）1995年4月 - 1998年3月
- ダブルバスターズ（KBCラジオ 月曜～金曜 21:00～24:30）1996年4月 - 1997年3月
- オハコンTV・ZOOo－（KBCテレビ 月曜～木曜 26:20～27:20）1996年4月 - 1998年9月
- ウルトラサタデーミュージックchop!!（KBCラジオ 土曜 10:00～17:00）1997年4月 - 1998年3月
- 中島浩二の音楽で行こう（KBCラジオ 土曜 12:00～17:40）1998年4月 - 2004年9月
- ナカジー・けいすけのゲバゲバサタデー（KBCラジオ 土曜 12:00～17:45）2004年10月 - 2011年3月
- 旬ハイウェイ（FBS 金曜 22:54～23:00）
- PAO〜N（KBCラジオ）2003年4月 - 2017年3月
- 夕方じゃんじゃん（KBCラジオ 月～水・金曜日 担当 16:00～KBCホークスナイター開始まで）2017年4月3日 - 2021年3月26日
- 明日への伝言板（CROSS FM 月曜～金曜 18:55～19:00）2018年11月